# Wiesbaden Kasino
Wiesbaden Kasino er et kasino i Kurhaus Wiesbaden i Hessen, Tyskland. Det har både såkaldte Großen Spiel (roulette, blackjack og poker) og Kleinen Spiel (spilleautomater).